# Göygöl
Göygöl (do 2008 Xanlar) – miasto w rejonie Göygöl w północno-zachodnim Azerbejdżanie, 10 km na południe od miasta Gandża, drugiego co do wielkości miasta Azerbejdżanu. Miasto liczy 17 000 mieszkańców (2006).
Nazwy które nosiło miasto to także: Helenendorf, Elenendorf, Kol-Yelendorf, Jelenendorf.

## Historia
Osada wykształciła się już w epoce brązu. Obszerny cmentarz został odkopany w roku 1990, na obszarze miasta znaleziono liczne odmiany broni (sztylety, topory), trochę biżuterii (pierścionki, kajdanki, naszyjniki) i gliniane naczynia o motywach geometrycznych, które obecnie są wystawiane w miejscowym muzeum.
Göygöl został założony jako Helenendorf w 1819 przez Niemców przeniesionych z terenów Wirtembergii, jako kolonia za aprobatą Cara Aleksandra, by pomóc w zasiedlaniu regionu, który został nabyty od Persji w 1813 roku.
Niemiecka populacja na rozkaz Stalina została deportowana w latach 1935-1941 na Syberię.
Ślady niemieckiej osady są widoczne w budynkach szkoły i kościele parafialnym.
Miasto zostało przemianowane na Xanlar w 1938 na cześć azerskiego polityka Xanlara Səfərəliyeva.
W roku 2008 nazwa została zmieniona na obecną.